# Senožeti, Dol pri Ljubljani
Senožeti so kraj v občini Dol pri Ljubljani.